# دیل استوارت
دیل ویلیام استوارت (به انگلیسی: Dale William Stewart؛ زادهٔ ۳۰ نوامبر ۱۹۷۹) نوازنده اهل آفریقای جنوبی است که بیشتر به‌عنوان نوازنده گیتار بیس گروه راک آفریقای جنوبی سیثر شناخته می‌شود.

## تجهیزات
استوارت توسط شرکت شکتر حمایت مالی می‌شود و یک مدل خاص، دیل استوارت اونجر و آمپلی‌فایرهای هارتکه دارد.

## ترانه‌‌شناسی

### سارون گس
- شکننده (۲۰۰۰)

### سیثر

#### آلبوم‌های استودیویی
- سلب مسئولیت ۲ (۲۰۰۴)
- کارما و اثر (۲۰۰۵)
- یافتن زیبایی در فضاهای منفی (۲۰۰۷)
- بهتر است سیم‌ها را نگه دارید و رها کنید (۲۰۱۱)
- ایزوله کردن و دارو دادن (۲۰۱۴)
- محله را مسموم کنید (۲۰۱۷)
- سی ویس پیسِم، پارا بلوم (۲۰۲۰)
- سطح خیلی دور به نظر می‌رسد (۲۰۲۴)

#### آلبوم‌های زنده
- یک شب سرد (۲۰۰۶)